# Molophilus paganus
Molophilus paganus är en tvåvingeart som beskrevs av Alexander 1942. Molophilus paganus ingår i släktet Molophilus och familjen småharkrankar.
Artens utbredningsområde är Peru. Inga underarter finns listade i Catalogue of Life.